# Králíček Jojo
Králíček Jojo, v anglickém originále Jojo Rabbit, je komediální drama z roku 2019 režiséra Taiky Waititiho. Film vznikl v koprodukci USA, Nového Zélandu a Česka. Většina scén byla natočena na různých místech v Česku.
Film je inspirován knihou Caging Skies od Christine Leunens. Hlavní role ztvárnili Taika Waititi, Roman Griffin Davis, Thomasin McKenzie, Rebel Wilson, Stephen Merchant, Alfie Allen, Sam Rockwell a Scarlett Johanssonová.
Světová premiéra filmu proběhla 8. září 2019 na mezinárodním filmovém festivalu v Torontu, kde se filmu dostalo pochvalných kritik a získal též cenu diváků. V amerických kinech měl film oficiální premiéru dne 18. října 2019, v českých kinech se film objevil od 23. ledna 2020.

## Obsah filmu
Během druhé světové války se osamělému německému chlapci Jojo „Rabbitovi“ Betzlerovi (Roman Griffin Davis) převrátí život vzhůru nohama. Zjistí totiž, že jeho osamělá matka Rosie (Scarlett Johansson) ukrývá doma v podkroví mladou Židovku (Thomasin McKenzie). Jojo s pomocí svého imaginárního kamaráda Adolfa Hitlera (Taika Waititi) musí čelit svému zaslepenému nacionalismu.

## Natáčení

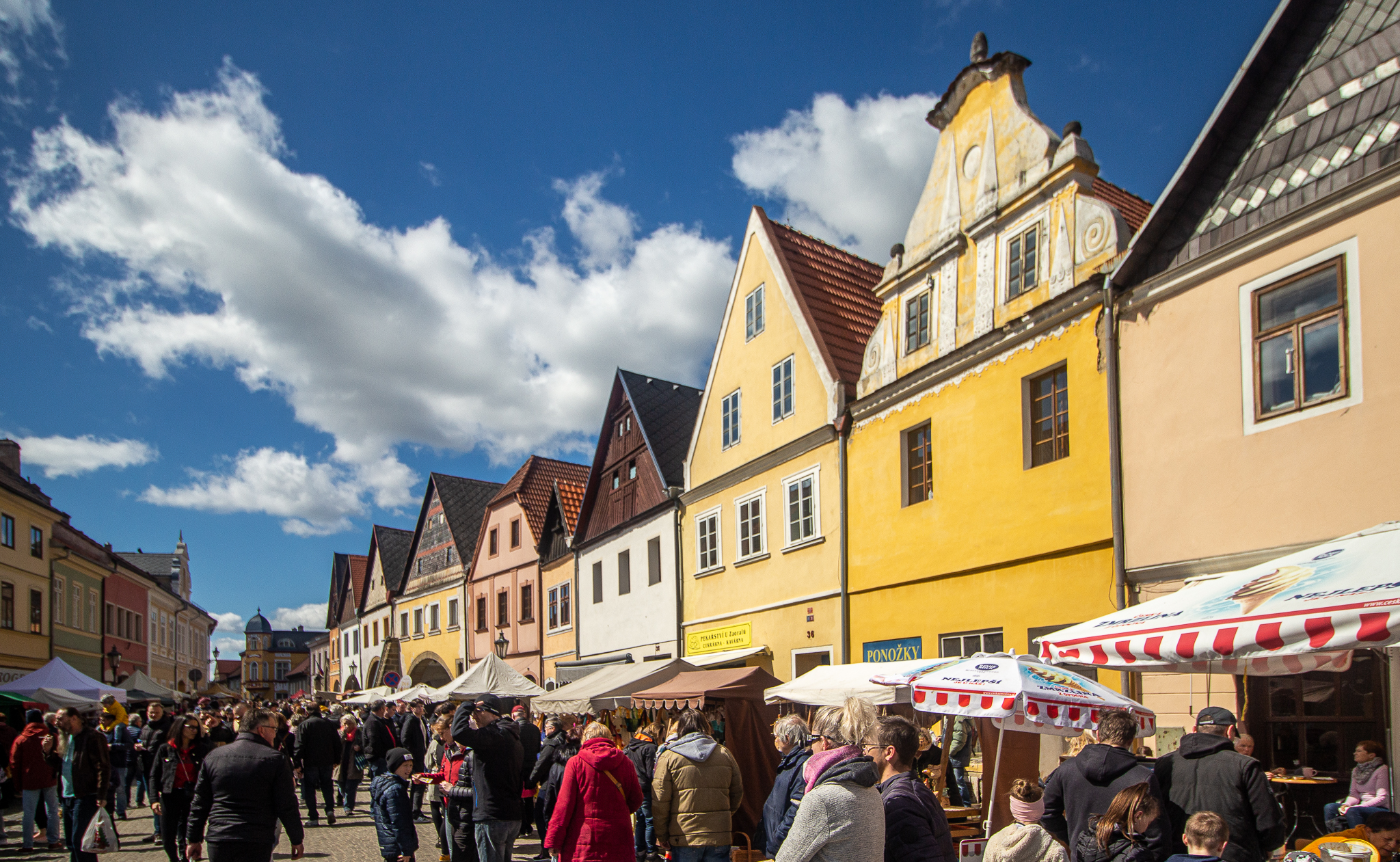
Štítové domy na Mírovém náměstí v Úštěku

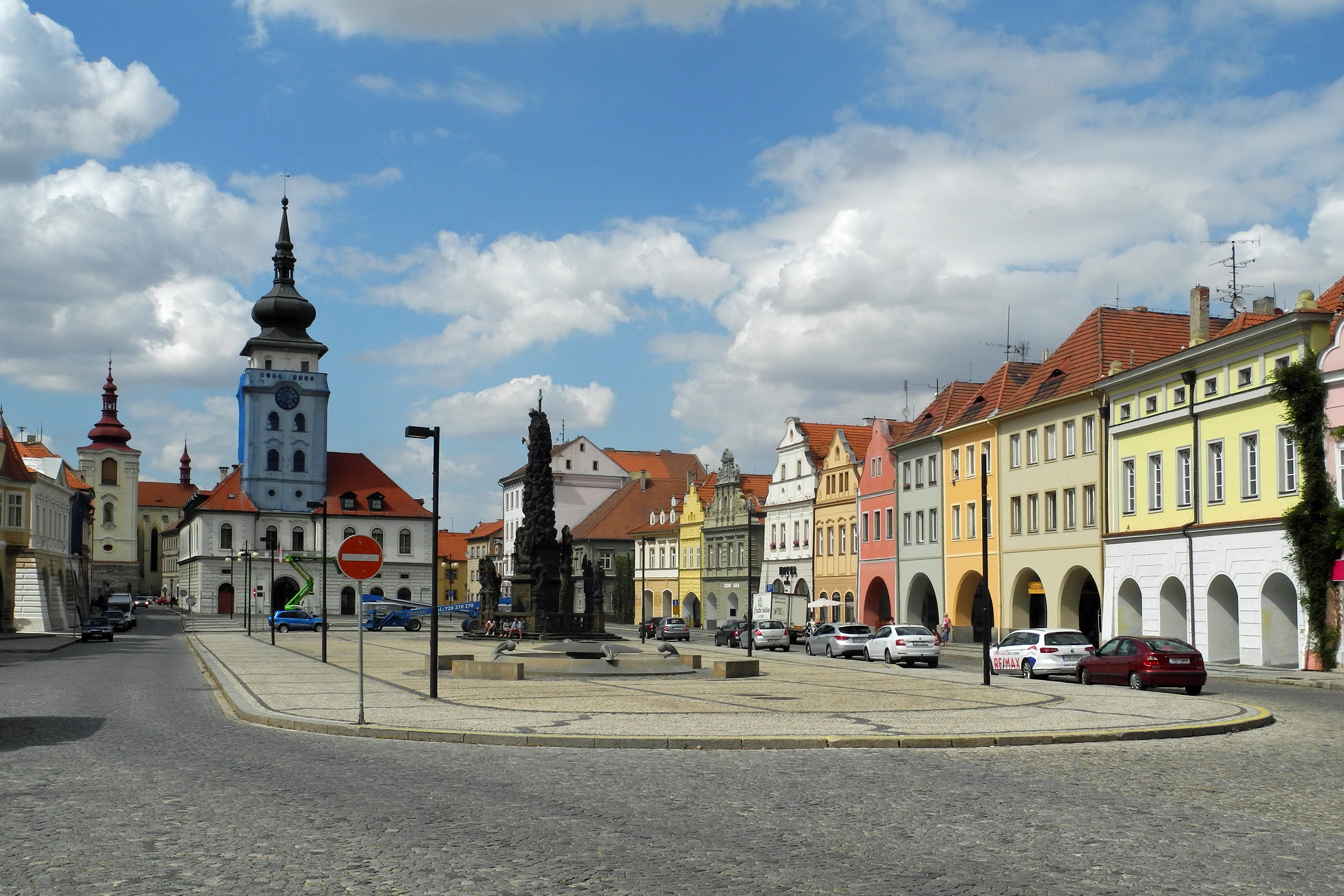
Náměstí Svobody v Žatci

Natáčení probíhalo od 28. května do 21. července 2018 na různých místech Česka – v Praze (Barrandov, Petschkův palác), Žatci, Úštěku, Kytíně, Dolních Beřkovicích, Hoříně, či Lenešicích. Válečné scény se natáčely v bývalém lenešickém cukrovaru. Tato místa Vincent zvolil pro jejich „německý“ charakter. Pro většinu interiérových scény bylo využito Barrandovské studio, což produkční designer Ra Vincent považoval za skvělou volbu.:s.19 Pro natáčení exteriérů Vincent zvolil město Úštěk pro „ornátové“ odstíny barev zdejší architektury, které podkreslují hlavní postavu Joja.

## Obsazení
| Roman Griffin Davis | Jojo „Rabbit“ Betzler |
| Scarlett Johansson  | Rosie Betzler         |
| Thomasin McKenzie   | Elsa Korr             |
| Taika Waititi       | Adolf Hitler          |
| Sam Rockwell        | kapitán Klenzendorf   |
| Rebel Wilson        | Fräulein Rahm         |
| Stephen Merchant    | kapitán Deertz        |
| Alfie Allen         | Finkel                |